# Verlag Volk und Welt
Verlag Volk und Welt Berlin a fost cea mai importantă editură de beletristică internațională din RDG și a doua editură de beletristică ca mărime din această țară.

## Istoric

### 1947–1990
Editura a fost fondată pe 14 martie 1947 de Michael Tschesno-Hell și Wilhelm Beier ca societate cu răspundere limitată în zona de ocupație sovietică pentru a publica traduceri din literatura sovietică și din literatura antifascistă germană. În acest scop a primit aprobarea Administrației Militare Sovietice din Germania. Mai târziu, editura s-a orientat către literatura contemporană internațională. In 1951, the publisher Rütten & Loening was joined, but in 1964 it was released again. În 1951, editura Rütten & Loening a realizat o alianță editorială, care s-a desființat în 1964. În schimb, editura a fuzionat cu Kultur & Fortschritt, o editură specializată în traducerea cărților sovietice. În afară de publicarea de cărți – aproximativ 100 de titluri pe an - ea a publicat, de asemenea, o revistă trimestrială cu informații despre noile apariții.
La fel ca toate editurile din RDG, programul editorial a fost supus cenzurii de stat, cu atât mai mult cu cât el nu era limitat la cărțile autorilor est-germani. Cărțile erau ieftine, așa cum era obiceiul în RDG. În 1980 editura a fost decorată cu Ordinul Patriotic de Merit.

### 1990–2001
După 1989, agenția de privatizare Treuhandanstalt a trebuit să anuleze de două ori vânzarea editurii (în 1991 și 1992). După primul său succes editorial - romanul Helden wie wir de Thomas Brussig a devenit un bestseller - Volks & Welt 2000 a fuzionat cu Luchterhand Literaturverlag, iar în anul 2001 au apărut ultimele cărți. Astăzi dreptul de folosire a numelui aparține editurii Verlagsgruppe Random House.

## Locații

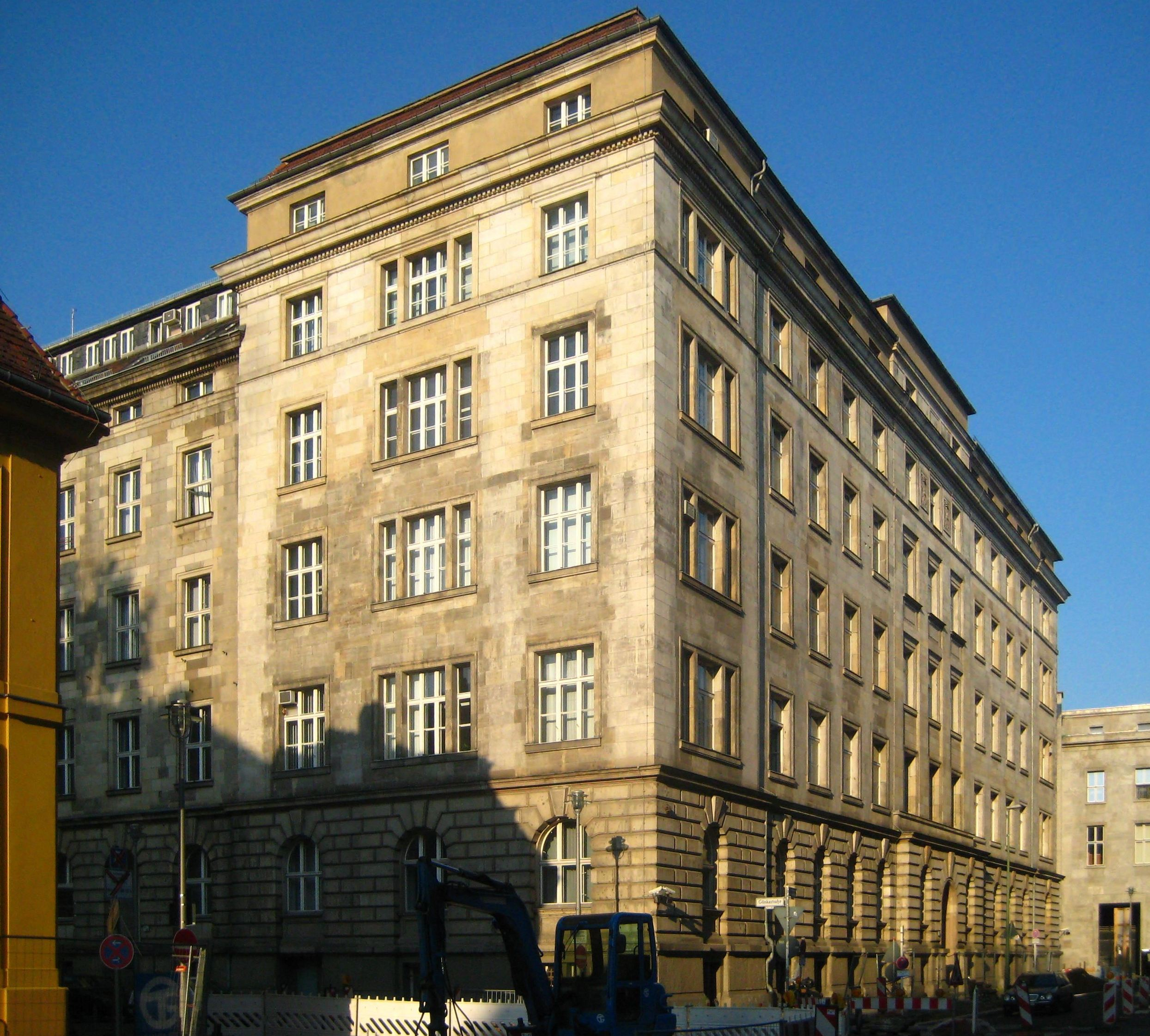
Clădirea editurii începând din 1947

Începând din 1947 până în 1996 editura a funcționat în clădirea aflată pe colț între Taubenstraße nr. 1-2, și Glinkastraße 13-15 în Berlin-Centru. În 1996 sediul a fost mutat în Oranienstraße 164 din Berlin-Kreuzberg.

## Directorii editurii
- 1947: Wilhelm Beier
- 1947–1950: Michael Tschesno-Hell
- 1950–1954: Bruno Peterson
- 1954–1970: Walter Czollek
- 1970–1972: Walter Czollek și Jürgen Gruner
- 1972–1991: Jürgen Gruner
- 1991–1992: Ingo-Eric Schmidt-Braul
- 1992: Stephan Treuleben și Alexander Treuleben
- 1992–2001: Dietrich Simon